# 1030
Il 1030 (MXXX in numeri romani) è un anno  dell'XI secolo.

## Eventi
- Una flotta pisana, comandata dall'ammiraglio Lamberto Orlandi, occupa la città di Cartagine (odierna Tunisi).
- Il normanno Rainulfo Drengot fonda la contea normanna di Aversa, originariamente in provincia di Napoli, ora divenuta provincia di Caserta.

## Nati
- 25 maggio - Nikita di Pečers'k, monaco cristiano, arcivescovo ortodosso e santo ucraino († 1109)
- 26 luglio - Stanislao di Cracovia, vescovo cattolico polacco († 1079)
- Arcimbaldo IV di Borbone, nobile francese († 1095)
- Bertoldo di Reichenau, storico e monaco cristiano tedesco († 1088)
- Ferdinando d'Aragona, vescovo e santo spagnolo († 1082)
- Al-Harran, teologo, filosofo e mistico persiano
- Eudocia Macrembolitissa, imperatrice e scrittrice bizantina
- Niceta di Eraclea, arcivescovo ortodosso e scrittore bizantino († 1117)
- Stenkil di Svezia, re svedese († 1066)
- Vsevolod di Kiev, principe russo († 1093)
- Walter di San Martino di Pontoise, abate e santo francese († 1099)

## Morti
- 10 gennaio - Tietmaro IV, nobile tedesco
- 31 gennaio - Guglielmo V di Aquitania, duca francese (n. 969)
- 9 marzo - Ogiva di Lussemburgo, contessa fiamminga
- 10 marzo - Guelfo III di Altdorf, nobile tedesco
- 30 aprile - Mahmud di Ghazna, re turco (n. 971)
- 29 luglio - Olaf II di Norvegia, santo norvegese (n. 995)
- 17 agosto - Ernesto II di Svevia, nobile tedesco
- 17 agosto - Guarniero di Kyburg, nobile tedesco
- 19 settembre - Ciriaco da Buonvicino, abate italiano
- Miskawayh, storico e filosofo persiano (n. 932)
- Bersi Skáldtorfuson, poeta islandese
- Björn Stallare, diplomatico norvegese
- Gioacchino il Korsuniano, monaco cristiano, vescovo ortodosso e santo russo
- Ibn Darrach al-Qastalli, poeta arabo (n. 958)
- Skapti Þóroddsson, poeta islandese

## Calendario
| Calendario 1030 | Calendario 1030 | Calendario 1030 | Calendario 1030 | Calendario 1030 | Calendario 1030 | Calendario 1030 | Calendario 1030 | Calendario 1030 | Calendario 1030 | Calendario 1030 | Calendario 1030 | Calendario 1030 | Calendario 1030 | Calendario 1030 | Calendario 1030 | Calendario 1030 | Calendario 1030 | Calendario 1030 | Calendario 1030 | Calendario 1030 | Calendario 1030 | Calendario 1030 | Calendario 1030 | Calendario 1030 | Calendario 1030 | Calendario 1030 | Calendario 1030 | Calendario 1030 | Calendario 1030 | Calendario 1030 | Calendario 1030 | Calendario 1030 |
| --------------- | --------------- | --------------- | --------------- | --------------- | --------------- | --------------- | --------------- | --------------- | --------------- | --------------- | --------------- | --------------- | --------------- | --------------- | --------------- | --------------- | --------------- | --------------- | --------------- | --------------- | --------------- | --------------- | --------------- | --------------- | --------------- | --------------- | --------------- | --------------- | --------------- | --------------- | --------------- | --------------- |
|                 | 1               | 2               | 3               | 4               | 5               | 6               | 7               | 8               | 9               | 10              | 11              | 12              | 13              | 14              | 15              | 16              | 17              | 18              | 19              | 20              | 21              | 22              | 23              | 24              | 25              | 26              | 27              | 28              | 29              | 30              | 31              |                 |
| Gennaio         | Gi              | Ve              | Sa              | Do              | Lu              | Ma              | Me              | Gi              | Ve              | Sa              | Do              | Lu              | Ma              | Me              | Gi              | Ve              | Sa              | Do              | Lu              | Ma              | Me              | Gi              | Ve              | Sa              | Do              | Lu              | Ma              | Me              | Gi              | Ve              | Sa              |                 |
| Febbraio        | Do              | Lu              | Ma              | Me              | Gi              | Ve              | Sa              | Do              | Lu              | Ma              | Me              | Gi              | Ve              | Sa              | Do              | Lu              | Ma              | Me              | Gi              | Ve              | Sa              | Do              | Lu              | Ma              | Me              | Gi              | Ve              | Sa              |                 |                 |                 |                 |
| Marzo           | Do              | Lu              | Ma              | Me              | Gi              | Ve              | Sa              | Do              | Lu              | Ma              | Me              | Gi              | Ve              | Sa              | Do              | Lu              | Ma              | Me              | Gi              | Ve              | Sa              | Do              | Lu              | Ma              | Me              | Gi              | Ve              | Sa              | Do              | Lu              | Ma              |                 |
| Aprile          | Me              | Gi              | Ve              | Sa              | Do              | Lu              | Ma              | Me              | Gi              | Ve              | Sa              | Do              | Lu              | Ma              | Me              | Gi              | Ve              | Sa              | Do              | Lu              | Ma              | Me              | Gi              | Ve              | Sa              | Do              | Lu              | Ma              | Me              | Gi              |                 |                 |
| Maggio          | Ve              | Sa              | Do              | Lu              | Ma              | Me              | Gi              | Ve              | Sa              | Do              | Lu              | Ma              | Me              | Gi              | Ve              | Sa              | Do              | Lu              | Ma              | Me              | Gi              | Ve              | Sa              | Do              | Lu              | Ma              | Me              | Gi              | Ve              | Sa              | Do              |                 |
| Giugno          | Lu              | Ma              | Me              | Gi              | Ve              | Sa              | Do              | Lu              | Ma              | Me              | Gi              | Ve              | Sa              | Do              | Lu              | Ma              | Me              | Gi              | Ve              | Sa              | Do              | Lu              | Ma              | Me              | Gi              | Ve              | Sa              | Do              | Lu              | Ma              |                 |                 |
| Luglio          | Me              | Gi              | Ve              | Sa              | Do              | Lu              | Ma              | Me              | Gi              | Ve              | Sa              | Do              | Lu              | Ma              | Me              | Gi              | Ve              | Sa              | Do              | Lu              | Ma              | Me              | Gi              | Ve              | Sa              | Do              | Lu              | Ma              | Me              | Gi              | Ve              |                 |
| Agosto          | Sa              | Do              | Lu              | Ma              | Me              | Gi              | Ve              | Sa              | Do              | Lu              | Ma              | Me              | Gi              | Ve              | Sa              | Do              | Lu              | Ma              | Me              | Gi              | Ve              | Sa              | Do              | Lu              | Ma              | Me              | Gi              | Ve              | Sa              | Do              | Lu              |                 |
| Settembre       | Ma              | Me              | Gi              | Ve              | Sa              | Do              | Lu              | Ma              | Me              | Gi              | Ve              | Sa              | Do              | Lu              | Ma              | Me              | Gi              | Ve              | Sa              | Do              | Lu              | Ma              | Me              | Gi              | Ve              | Sa              | Do              | Lu              | Ma              | Me              |                 |                 |
| Ottobre         | Gi              | Ve              | Sa              | Do              | Lu              | Ma              | Me              | Gi              | Ve              | Sa              | Do              | Lu              | Ma              | Me              | Gi              | Ve              | Sa              | Do              | Lu              | Ma              | Me              | Gi              | Ve              | Sa              | Do              | Lu              | Ma              | Me              | Gi              | Ve              | Sa              |                 |
| Novembre        | Do              | Lu              | Ma              | Me              | Gi              | Ve              | Sa              | Do              | Lu              | Ma              | Me              | Gi              | Ve              | Sa              | Do              | Lu              | Ma              | Me              | Gi              | Ve              | Sa              | Do              | Lu              | Ma              | Me              | Gi              | Ve              | Sa              | Do              | Lu              |                 |                 |
| Dicembre        | Ma              | Me              | Gi              | Ve              | Sa              | Do              | Lu              | Ma              | Me              | Gi              | Ve              | Sa              | Do              | Lu              | Ma              | Me              | Gi              | Ve              | Sa              | Do              | Lu              | Ma              | Me              | Gi              | Ve              | Sa              | Do              | Lu              | Ma              | Me              | Gi              |                 |